# Гейрот, Александр Фёдорович

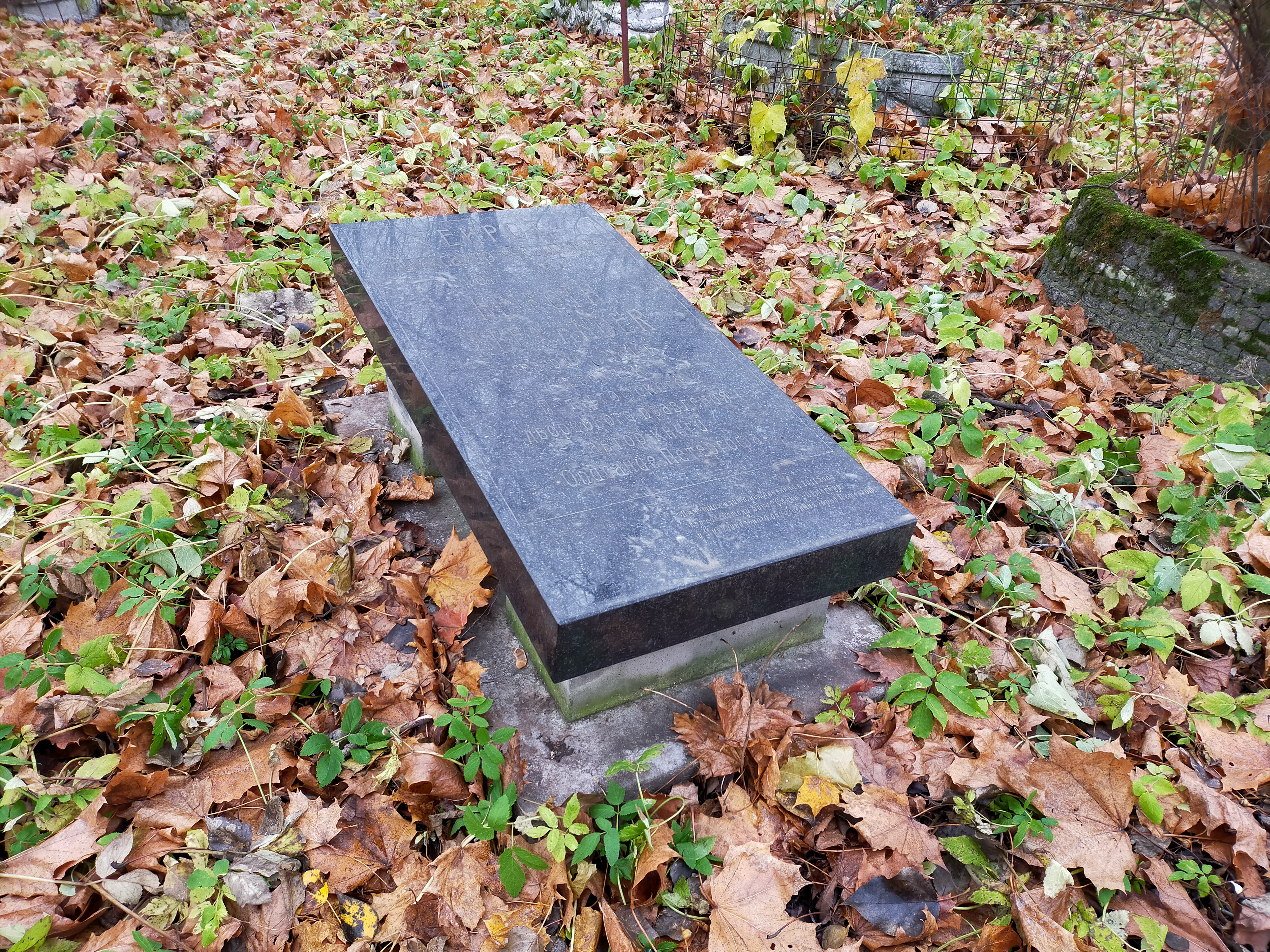
Александр Фёдорович Гейрот (1817-1882), могила на Волковском лютеранском кладбище. (Современная могильная плита, установлена в 2011г.)

Александр Фёдорович Гейрот (1817—1882) — русский генерал, участник Кавказской войны, один из крупнейших издателей России.

## Биография
Александр Гейрот родился 29 марта 1817 года в семье военного врача Фёдора Фёдоровича Гейрота. По окончании Первого кадетского корпуса выпущен 6 апреля 1836 года прапорщиком в гренадерский Императора Франца I полк, в 1840 году переведен в Лейб-гвардии Гренадерский полк.
Командированный в 1842 году на Кавказ, он принял участие с Навагинским полком в Ичкеринской экспедиции и за отличие в рукопашном бою 3 июня 1842 года был произведён в штабс-капитаны.
В 1848 году в чине полковника Гейрот был зачислен по армии и назначен старшим советником Петергофского дворцового правления, где служил под началом С. М. Лихардова. Петергоф многими украшениями обязан Гейроту. 23 июля 1858 г. он, согласно прошению, уволен от должности с причислением к Министерству Императорского Двора.
17 апреля 1862 года был произведён в генерал-майоры.
Награждён был орденами Святого Владимира 3-й степени (1864), Орден Святого Станислава 1-й степени (1866) и Святой Анны 1-й степени (1870).

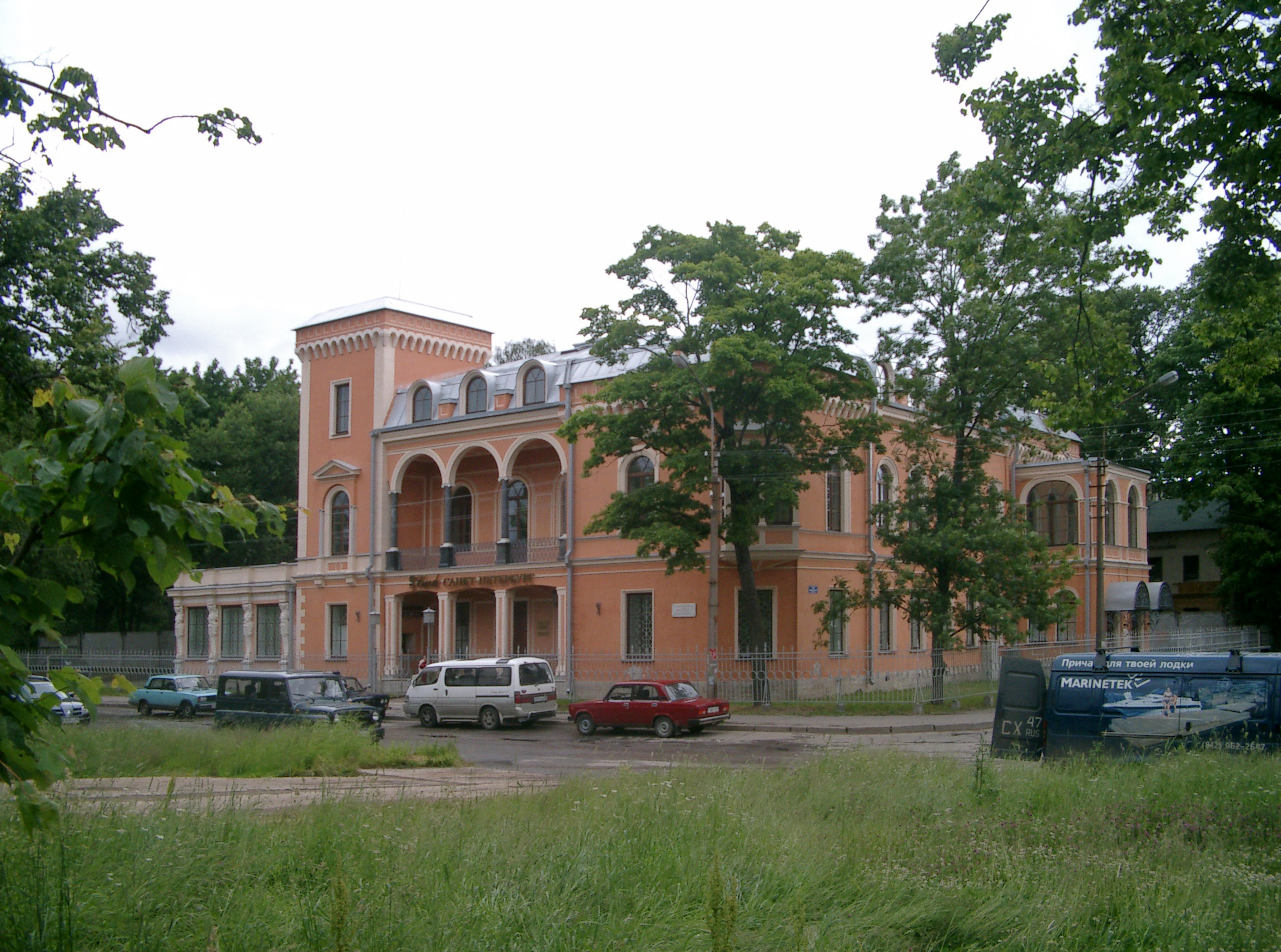
Особняк А. Ф. Гейрота А. Ф. Гейрота в Петергофе

Занимался литературой (издал много брошюр для народа) и продолжительное время был редактором-издателем одного из популярнейших российских дешёвых журналов «Чтение для солдат» (1858—1881), приобретённого им в 1857 году.
В 1863 году Гейрот основал новый журнал для народа «Мирской вестник» и предпринял издание ряда брошюр, посвященных истории и географии России. «Мирской вестник» первый открыл журнальную дорогу для поэтов из деревни. Гейрот вообще охотно давал место на страницах своих изданий сотрудникам из крестьян. Много места отводилось также для изображения солдатской жизни. В 1868 г. Гейрот выпустил в свет своё «Описание Петергофа 1501—1868» (СПб.), а в 1872 г. — популярное «Описание Восточной войны 1853—1856 гг.» (СПб.).
Скончался Александр Фёдорович Гейрот после непродолжительной, но тяжёлой болезни в Санкт-Петербурге 1 июля 1882 года и был погребен на Волковском лютеранском кладбище.
Журналы продолжал издавать его сын, отставной гвардии капитан Александр Александрович (родился 18 марта 1851 г., умер 24 июля 1902 г.).